# Стойко Бакалов
Стойко (Стойчо) К. Бакалов, известен като Бакалчето, е български революционер, деец на Вътрешната македоно-одринска революционна организация и мелнишки войвода на Върховния македоно-одрински комитет.

## Биография
Бакалов е роден в 1872 година в Игуменец, Петричко, в Османската империя, днес в България. Завършва II клас и става учител в родното си село. Тук е посветен в делото на ВМОРО и е избран за неин легален ръководител. През 1900 година излиза в нелегалност и води чета в Петричко и Мелнишко.
През 1901 година заради злоупотреба с комитетски средства е осъден на смърт от Серския окръжен революционен комитет и минава на страната на ВМОК, като привлича за каузата на Върховния комитет и Дончо Златков. Според Христо Силянов, Бакалов се нарежда сред най-важните „пионери на върховизма оттатък границата“. Участва в Горноджумайското въстание през 1902 година. По време на въстанието на 28 септември 1902 година е един от ръководителите на сражението в местността Черната скала при село Барбарево, Струмишко.
След Младотурската революция в 1908 година е учител в Кръстилци, Петричко.
По време на Балканската война е доброволец в Македоно-одринското опълчение и служи в четата на Дончо Златков, а по-късно в 14 воденска дружина.
При разцеплението във ВМРО застава на страната на крилото на Александър Протогеров. Убит е през 1928 година край Чуричени, Петричко.